# Une fille facile
Pour plus de détails, voir Fiche technique et Distribution.
Une fille facile est un film français réalisé par Rebecca Zlotowski, sorti en 2019.

## Synopsis
Naïma est une jeune fille venant de fêter ses seize ans, qui vit à Cannes. Sa mère y est femme de ménage dans un des palaces. Son meilleur ami Dodo veut faire "comédienne."
Sa cousine Sofia vient passer les vacances avec elle, et lui fait découvrir son mode de vie de « fille facile » et ses réflexions cyniques et hédonistes sur le monde. Elles rencontrent Andres, un riche quadragénaire brésilien, et Philippe, son ami français et homme à tout faire, qui les invitent sur leur yacht pour s'amuser et rencontrer leurs amis tels que Calypso.

## Fiche technique
Sauf indication contraire, les informations mentionnées dans cette section peuvent être confirmées par la base de données cinématographiques IMDb,  présente dans la section « Liens externes ».
- Titre français : Une fille facile
- Réalisation : Rebecca Zlotowski
- Scénario : Rebecca Zlotowski, Zahia Dehar et Teddy Lussi-Modeste
- Décors : Rozenn Le Gloahec
- Photographie : Georges Lechaptois
- Production : Frédéric Jouve
- Sociétés de production : Les Films Velvet, en coproduction avec France 3 Cinéma, en association avec les SOFICA Cinécap 2, Cinémage 13 et Indéfilms 7
- Société de distribution : Ad Vitam Distribution (France)
- Budget : 2,6 millions d'euros
- Pays de production :  France
- Langue originale : français
- Format : couleurs - 35 mm - 2,35:1
- Genre : comédie dramatique
- Durée : 92 minutes
- Dates de sortie :
  - France : 20 mai 2019 (festival de Cannes 2019)
  - France : 28 août 2019 (sortie nationale)

## Distribution
Sauf indication contraire, les informations mentionnées dans cette section peuvent être confirmées par la base de données cinématographiques IMDb,  présente dans la section « Liens externes ».
- Mina Farid : Naïma
- Zahia Dehar : Sofia
- Benoît Magimel : Philippe
- Nuno Lopes : Andres
- Clotilde Courau : Calypso
- Loubna Abidar : Dounia
- « Riley » Lakdhar Dridi : Dodo
- Henri-Noël Tabary : Stewart
- Cédric Appietto : chef cuisinier
- Mickaël Migliorini : garçon aux oursins 1
- Mathias Ben Hamou : garçon aux oursins 2
- Colette Rossi : employée boutique de luxe
- Lise Lomi : amie de Naïma
- Martine Guzman : Carole, amie de Dounia

## Accueil

### Critique
En France, le film obtient une note moyenne de 3,5⁄5 sur le site Allociné, qui recense 29 titres de presse.
Le quotidien Libération a apprécié la légèreté du récit « Jalonné de références sixties, de Bardot à Rohmer, le film de Rebecca Zlotowski révèle en Zahia Dehar une actrice ultramoderne et subtile, au service d’une radieuse chronique sociale qui a la douceur d'un conte d’été. »
Pour le magazine Première, Zahia porte le film sur ses épaules : « Zahia constitue le cœur, le corps et l'âme du film, qui perd d'ailleurs de sa puissance dès qu'elle quitte le cadre. Le choix de faire vivre ce récit à travers le regard de sa cousine de 16 ans le fait trop souvent bifurquer vers le registre plus banal de la coming of age story. Mais, sur la longueur, le film sait résister à cet écueil. »

### Box-office
| Pays ou région | Box-office     | Date d'arrêt du box-office | Nombre de semaines |
| -------------- | -------------- | -------------------------- | ------------------ |
| France         | 83 583 entrées | 2 octobre 2019             | 5                  |
| Total mondial  | 605 992 $      | -                          | -                  |

## Distinctions
Sauf indication contraire, les informations mentionnées dans cette section peuvent être confirmées par la base de données cinématographiques IMDb,  présente dans la section « Liens externes ».

### Récompense
- Festival de Cannes 2019 : Prix SACD de la Quinzaine des réalisateurs[4]

### Sélections
- Festival de Cannes 2019 : sélection de la Quinzaine des réalisateurs
- Festival du film de Munich 2019 : sélection en compétition pour le prix ARRI/OSRAM du meilleur film international